# Steve Gibson (programador)
Steven "Steve Tiberius" Gibson (nascido em 26 de março de 1955) é um engenheiro de software norte-americano, pesquisador de segurança e proponente da segurança de TI. No início dos anos 80, Gibson trabalhou na tecnologia da caneta óptica para uso em sistemas Apple e Atari. Em 1985, ele fundou a Gibson Research Corporation, mais conhecida por seu software SpinRite.

## Vida pessoal
Gibson começou a trabalhar com computadores quando era adolescente, e conseguiu seu primeiro emprego em computação no laboratório de inteligência artificial da Universidade de Stanford quando tinha 15 anos de idade. Gibson escreve que estudou engenharia elétrica e ciência da computação na Universidade da Califórnia, Berkeley, enquanto o diretório de ex-alunos mostra que ele não o fez.

## Carreira
Gibson foi contratado como programador para a California Pacific Computer Company em 1980, onde trabalhou em proteção contra pirataria para os produtos da empresa.
Gibson fundou a Gibson Laboratories em Laguna Hills, Califórnia, em 1981; a Gibson Labs desenvolveu uma caneta leve para as plataformas Apple II, Atari e outras, e foi desativada em 1983.
Em 1985, Gibson fundou a Gibson Research Corporation (GRC) - uma empresa de desenvolvimento de software para computadores.
De 1986 a 1993, Gibson escreveu a coluna "Tech Talk" para a revista InfoWorld.
Em 1999, Gibson criou um dos primeiros programas de remoção de adware, que ele chamou de OptOut.
Em 2001, Gibson previu que a implementação pela Microsoft do protocolo SOCK_RAW no lançamento inicial do Windows XP levaria ao caos generalizado, facilitando aos usuários do Windows XP a criação de ataques de negação de serviço (DoS). Naquele mesmo ano, o site de sua empresa foi derrubado por um ataque do DoS; os ataques continuaram por duas semanas. Gibson "blogou" sobre os ataques e seus (finalmente bem sucedidos) esforços para rastrear o hacker. Três anos após o lançamento do Windows XP, a Microsoft limitou o suporte a soquetes de rede no Service Pack 2.
Em 2005, Gibson lançou um podcast semanal chamado "Security Now" com Leo Laporte no TWiT.tv, com seus arquivos hospedados no website da GRC.
Em 2006, Gibson levantou a possibilidade de que o bug da vulnerabilidade do Windows Metafile fosse na verdade um backdoor intencionalmente projetado para o sistema. Uma resposta da Microsoft e por Mark Russinovich no blog Technet da Microsoft declarou que o bug parecia ser um erro de codificação e que o raciocínio de Gibson estava baseado no fato de a documentação do procedimento de aborto da Microsoft ser enganosa.
Em 2013, Gibson propôs o SQRL como uma forma de simplificar o processo de autenticação sem o risco de revelação de informações sobre a transação a terceiros.